# Gale Gordon

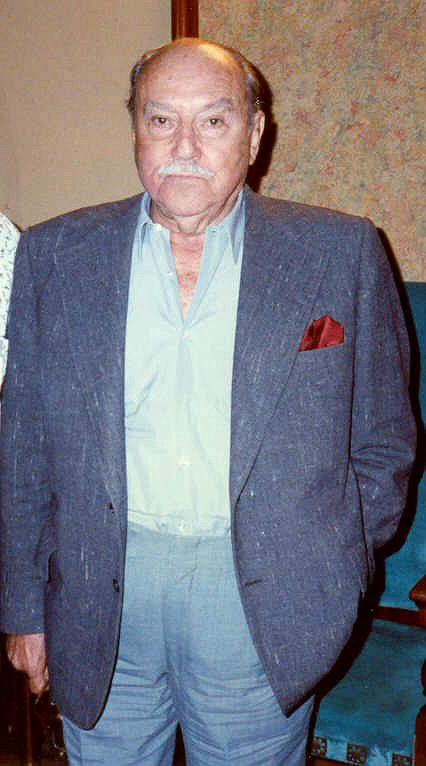
Gale Gordon (1988)

Gale Gordon (New York, 20 februari 1906 — Escondido, 30 juni 1995) was een Amerikaanse acteur. Zijn echte naam is Charles T. Aldrich Jr.
Hij was de zoon van de Britse actrice Gloria Gordon en haar man Charles Aldrich. Hij kreeg zijn eerste bekendheid door het spelen van een kleine rol in een populair radioprogramma. Gordon deed nog enkele succesvolle radioshows waaronder My Favourite Husband, de radioversie van het later onsterfelijke programma I Love Lucy. Hier begon een lange vriendschap met actrice Lucille Ball. Hij was de eerste keuze om Fred Mertz te spelen voor de televisieserie van Lucy maar had al een contract bij de show Our Miss Brooks en zo kreeg William Frawley de onsterfelijke rol. Hij deed wel enkele gastoptredens in het programma als Alvin Littlefield, de eigenaar van de Tropicana Club waar Ricky Ricardo werkte.
In 1962 creëerde Lucille Ball The Lucy Show waarin Gale Gordon bankdirecteur Mr. Mooney speelde. Het eerste seizoen had Gordon nog andere verplichtingen waardoor hij een kleinere rol had maar daarna kreeg hij de op een na grootste rol, na Lucy zelf natuurlijk.
Nadat Ball gestopt was met The Lucy Show creëerde ze Here's Lucy en nam Gale Gordon opnieuw onder de arm. Dit keer speelde hij haar zwager Harry Carter. Na het einde van Here's Lucy in 1974 ging Gordon met pensioen. In de jaren 80 kwam hij terug voor Life with Lucy, het laatste Lucy-programma, dat echter een flop werd.
In 1995, op 89-jarige leeftijd, overleed Gordon aan longkanker. Zijn vrouw Virginia was even daarvoor overleden; ze hadden geen kinderen. In 1999 kwam hij in de Radio Hall of Fame en hij kreeg ook een ster op de Hollywood Walk of Fame.